# ニコール・カッセル
ニコール・カッセル（Nicole Kassell, 1972年 - ）は、アメリカ合衆国の映画監督、テレビ監督である。

## 生い立ちと学歴
ペンシルベニア州フィラデルフィアで生まれ、ニューヨーク大学芸術学部で学位を取得した。学生時代に短編映画を3本製作し、そのうち1つの『The Green Hour』は2002年にサンダンス映画祭で上映された。

## キャリア

### 映画
彼女は1997年のニューヨークのアクターズ・スタジオで鑑賞したスティーヴン・フェヒターの戯曲を原作とする初の長編プロジェクト『The Woodsman』によりスラムダンス脚本コンペティションで勝利した。プロジェクトはリー・ダニエルズ製作、ケヴィン・ベーコンとキーラ・セジウィック出演で実現し、2004年のサンダンス映画祭、カンヌ国際映画祭の監督週間、トロント国際映画祭などで上映された後に一般公開された。2011年にはケイト・ハドソンとガエル・ガルシア・ベルナル出演による長編監督第2作となるロマンティック・コメディ『私だけのハッピー・エンディング』が公開された。

### テレビ
テレビ監督としても活動するカッセルは『コールドケース 迷宮事件簿』、『3 lbs』、『クローザー』、『THE KILLING 〜闇に眠る美少女』、『VINYL-ヴァイナル- Sex,Drugs,Rock'n'Roll&NY』、『ジ・アメリカンズ』のエピソードを手がけた。
2019年のHBOのシリーズ『ウォッチメン』ではパイロット版の監督を務めた。
また2018年にWMEとの契約が報じられた。

## 主なフィルモグラフィ

### 映画
| 年   | 日本語題 原題                                         | 役職                       | 備考     |
| ---- | ----------------------------------------------------- | -------------------------- | -------- |
| 1999 | Jamie                                                 | 監督                       | 短編映画 |
| 1999 | Spent Nation                                          | 製作・編集                 | 短編映画 |
| 2001 | Slo-Mo                                                | アソシエイトプロデューサー | 短編映画 |
| 2002 | The Green Hour                                        | 監督・共同製作・脚本       | 短編映画 |
| 2004 | The Woodsman                                          | 監督・脚本                 |          |
| 2011 | 私だけのハッピー・エンディング A Little Bit of Heaven | 監督                       |          |

### テレビシリーズ
| 年        | 日本語題 原題                                    | 役職       | 備考                                             |
| --------- | ------------------------------------------------ | ---------- | ------------------------------------------------ |
| 2006      | 3 lbs                                            | 監督       | 第1シーズン第4話「Disarming」                    |
| 2006-2008 | コールドケース 迷宮事件簿 Cold Case              | 監督       | 第3シーズン第16話「17歳」                        |
| 2006-2008 | コールドケース 迷宮事件簿 Cold Case              | 監督       | 第5シーズン第12話「ジョン・ヘンリー」            |
| 2009-2010 | クローザー The Closer                            | 監督       | 第5シーズン第8話「残された時間」                 |
| 2009-2010 | クローザー The Closer                            | 監督       | 第6シーズン第12話「善意と強欲」                  |
| 2011-2014 | THE KILLING 〜闇に眠る美少女 The Killing         | 監督       | 第1シーズン第11話「心当たりの場所」              |
| 2011-2014 | THE KILLING 〜闇に眠る美少女 The Killing         | 監督       | 第2シーズン第7話「警告」                         |
| 2011-2014 | THE KILLING 〜闇に眠る美少女 The Killing         | 監督       | 第2シーズン第10話「72時間」                      |
| 2011-2014 | THE KILLING 〜闇に眠る美少女 The Killing         | 監督       | 第3シーズン第10話「12時間」                      |
| 2011-2014 | THE KILLING 〜闇に眠る美少女 The Killing         | 監督       | 第4シーズン第1話「水の中に沈む血」               |
| 2013      | SUITS/スーツ Suits                               | 監督       | 第2シーズン第13話「ゼイン対ゼイン」              |
| 2013-2015 | ザ・フォロイング The Following                   | 監督       | 第1シーズン第13話「崩壊の影」                    |
| 2013-2015 | ザ・フォロイング The Following                   | 監督       | 第2シーズン第5話「映る影」                       |
| 2013-2015 | ザ・フォロイング The Following                   | 監督       | 第2シーズン第9話「仮面の下」                     |
| 2013-2015 | ザ・フォロイング The Following                   | 監督       | 第3シーズン第4話「殺人の企み」                   |
| 2013-2015 | ザ・フォロイング The Following                   | 監督       | 第3シーズン第12話「断崖」                        |
| 2013-2015 | レクティファイ 再生 Rectify                      | 監督       | 第1シーズン第3話「現実の世界」                   |
| 2013-2015 | レクティファイ 再生 Rectify                      | 監督       | 第3シーズン第5話「未来」                         |
| 2013-2017 | ジ・アメリカンズ The Americans                   | 監督       | 第1シーズン第11話「陰の戦争                      |
| 2013-2017 | ジ・アメリカンズ The Americans                   | 監督       | 第4シーズン第11話「7人の食卓」                   |
| 2013-2017 | ジ・アメリカンズ The Americans                   | 監督       | 第5シーズン第12話「世界教会協議会」              |
| 2015      | ベター・コール・ソウル Better Call Saul          | 監督       | 第1シーズン第5話「羊飼いの少年」                 |
| 2015-2016 | アメリカン・クライム American Crime              | 監督       | 第1シーズン第6話「取引」                         |
| 2015-2016 | アメリカン・クライム American Crime              | 監督       | 第2シーズン第10話                                |
| 2015-2017 | LEFTOVERS/残された世界 The Leftovers             | 監督       | 第2シーズン第5話「善なる罪人」                   |
| 2015-2017 | LEFTOVERS/残された世界 The Leftovers             | 監督       | 第3シーズン第5話「マットと神」                   |
| 2016      | VINYL-ヴァイナル- Sex,Drugs,Rock'n'Roll&NY Vinyl | 監督       | 第6話「サフラゲット・シティ」                    |
| 2017      | Claws                                            | 監督       | 第1シーズン第1話「Tirana」                       |
| 2017      | Claws                                            | 監督       | 第1シーズン第8話「Teatro」                       |
| 2018      | ウエストワールド Westworld                       | 監督       | 第2シーズン第7話「ニコルシェ」                   |
| 2018      | キャッスルロック Castle Rock                     | 監督       | 第1シーズン第10話「罪の報い」                    |
| 2019      | ウォッチメン Watchmen                            | 製作総指揮 | 計9話担当                                        |
| 2019      | ウォッチメン Watchmen                            | 監督       | 第1シーズン第1話「今は夏 氷が尽きそうだ」        |
| 2019      | ウォッチメン Watchmen                            | 監督       | 第1シーズン第2話「コマンチ族の乗馬術による軍功」 |
| 2019      | ウォッチメン Watchmen                            | 監督       | 第1シーズン第8話「1軒の酒場に入る神」            |